# Fascella
Le fascelle (sinonimi: fiscella, fuscella, fiscina ma soprattutto fustella) sono i contenitori usati nel processo di lavorazione dei formaggi, per dare la forma definitiva al prodotto lavorato.
Solitamente hanno forma circolare, una altezza variabile a seconda del tipo di formaggio che si vuol ottenere, con la circonferenza superiore di diametro leggermente maggiore rispetto alla base, questo per facilitare l'estrazione del prodotto una volta che la cagliata versatavi, abbia assunto la dovuta consistenza finale.
Le pareti delle fascelle ed il suo fondo sono forate con fori di diametro variabile, da un paio di millimetri fino a 5/7 millimetri.
Questi fori sono disposti a breve distanza fra loro, in modo tale da comporre una reticola che ha lo scopo di aumentare la consistenza della cagliata. Attraverso tali fori infatti, defluisce il siero (la parte acquosa) che così facendo aumenterà la consistenza della cagliata.
Nel passato erano composte da una lamina in legno curvata ad anello ed alla cui estremità di diametro inferiore veniva fissata una rete di maglia molto fine. 
Ancora oggi, c'è chi preferisce usare le fascelle in legno rispetto alle attuali moderne in plastica.
Esiste un altro tipo di stampo per produrre formaggio: la fascera, che non è forata ed è priva di fondo.